# Senotainia grisea
Senotainia grisea är en tvåvingeart som först beskrevs av Villeneuve 1916.  Senotainia grisea ingår i släktet Senotainia och familjen köttflugor. Inga underarter finns listade i Catalogue of Life.